# Sahin Giráj krími kán
Sahin Giráj (krími tatár: Şahin Geray (1746-1787) az utolsó krími tatár kán, II. Devlet Giráj kán unokája.

## Első uralkodása
Sahin Giráj Edirnében született 1746-ban. Fiatalkorában beutazta Európát, beszélt törökül, olaszul és görögül is. Tehetséges bár kalandortermészetű férfinak ismerték kortársai. 1768-as krími visszatérésekor kinevezték a budzsáki nogájok vezérének (szeraszkirjának), majd 1770–1771 között a jediszáni nogáj tatárok szeraszkirja volt. Itt barátkozott össze az orosz irányultságú Dzsan Mambet nogáj vezérrel. Sahi 1774 és 1776 között a kubanyi tatár horda szeraszkirja volt. A Krími Kánság függetlenségének 1774-es kinyilvánítása után II. Száhib kán a kalgájának nevezte ki. Szentpétervári látogatása után az orosz irányultság szószólója lett. Miután 1775-ben megdőlt II. Száhib uralma, Sahint az oroszok megtették a kubányi nogájok vezetőjének, majd 1777-ben orosz és nogáj csapatok segítségével elkergette IV. Devletet és magát kiáltotta ki krími kánnak. Nagyszabású reformjaival megpróbálta európai (vagy orosz) módon átformálni a hadsereget és az államigazgatást, amivel kiváltotta a klánok és a muszlim vallási vezetők ellenszenvét. Oroszbarát politikája ellen még saját testvérei, Bahadir és Arszlán is felszólalt, akik maguk is fontos tisztségeket viseltek a kormányzatban.
1780 végén a Törökországból küldött Szulejmán aga vezetésével fellázadtak a kubanyi tatárok. 1781 nyarán a krími nemzetségek vezetői küldöttséget indítottak Szentpétervárra, hogy bepanaszolják Sahint a cári udvarnál elnyomó és igazságtalan kormányzása miatt, ám a Grigorij Patyomkin vezette orosz kormány továbbra is pártfogoltját támogatta.

## Második uralkodása
1782 májusában a Krímen is kitört a lázadás a kán ellen és Sahin bátyját, Bahadirt választották meg új kánnak. A Giráj dinasztia egy másik tagja, Halim is fellázadt és háromezres sereget gyűjtött össze. Sahin a káni testőrgárdát küldte ellene, azok azonban átálltak Halimhoz. Sahin Giráj Bahcsiszerájból előbb Kaffába, majd az orosz birtok Kercsbe menekült. Közben megérkezett Kubanyból Bahadir Giráj is aki az oroszellenes felkelők kánként üdvözöltek. A tatárok félsziget-szerte az oroszokra támadtak, akik közül legalább kilencszázat megöltek. Sahin Giráj a cári udvarhoz fordult segítségért, míg Bahadir a szultán támogatását remélve küldött követséget Isztambulba. Nagy Katalin cárnő utasította Patyomkint, hogy verje le a krími felkelést és érje el az Oroszországhoz való csatolását. 1782 szeptemberében az Anton de Balmen vezette orosz hadtest a Krím, míg az Alekszandr Szuvorov által irányított hadtest a Kubany ellen indult. Perekop elfoglalása után egy Csongar melletti csatában az oroszok elfogták Halim Girájt. II. Bahadir megpróbált a Krímről Kubanyba menekülni, de ő is fogságba esett. Novemberre az egész Krímet megszállták és a lázadást elfojtották. Sahin Giráj visszatért Bahcsiszerájba és megtorlásképpen többeket kivégeztetett, és csak orosz nyomásra állt el attól, hogy saját testvéreit, Bahadirt és Arszlánt is megölesse. Őket Herszonba vitték és bebörtönözték.

## Lemondása és halála
1783 februárjában az utolsó krími kán, Sahin Giráj lemondott trónjáról és Oroszországba költözött. Április 8.-án II. Katalin kiadott egy manifesztumot, mellyel a Krími Kánságot az Orosz Birodalom részének nyilvánította. A volt kán előbb Tamanyban élt, majd 1786-ig Voronyezsben aztán Kalugában. 1787-ben visszatért Törökországba, ahol I. Abdul-Hamid szultán Rodoszra száműzte, majd még abban az évben kivégeztette.

## Fordítás
Ez a szócikk részben vagy egészben  a(z)   Шахин Герай című orosz Wikipédia-szócikk ezen változatának fordításán alapul.  Az eredeti cikk szerkesztőit annak laptörténete sorolja fel. Ez a jelzés csupán a megfogalmazás eredetét és a szerzői jogokat jelzi, nem szolgál a cikkben szereplő információk forrásmegjelöléseként.
| Előző uralkodó: IV. Devlet Giráj | Krími kán 1777 – 1782 | Következő uralkodó: II. Bahadir Giráj |

| Előző uralkodó: II. Bahadir Giráj | Krími kán 1782 – 1783 | Következő uralkodó: nem volt |